# Полет 301 на „Биргенеър“
Полет 301 на „Биргенеър“ е чартърен полет от управляван от турския партньор на „Биргенеър“ „Алас Насионалес“ от Пуерто Плата в Доминиканската република до Франкфурт на Майн, Германия, през Гандер, Канада, и Берлин, Германия. На 6 февруари 1996 г. „Боинг 757-225“, който изпълнява полета, се разбива малко след излитане от международното летище „Грегорио Луперон“ в Пуерто Плата. Всички 189 души на борда загиват.
Причината е грешка на пилота след получаване на неправилна информация за въздушната скорост от една от „тръбите на Пито“, за която изследователите смятат, че е блокирана от гнездо на оси, построено вътре в нея. Самолетът стои неизползван в продължение на 20 дни и без капаци на „тръбата на Пито“ през предходните два дни преди катастрофата. Според Четин Бирген, президент и главен изпълнителен директор на „Биргенеър“, капаците на Пито са премахнати два дни преди инцидента, за да се проведе тест на двигателя.
Разследването отбелязва редица фактори и предлага промени. То установява, че пилотите трябва да следват съществуващите процедури и да прекратят излитането, когато открият, че индикаторите за въздушна скорост вече са в значително разминаване, докато самолетът ускорява по пистата. Резултатите от симулации с опитни пилоти установяват, че някои от предупрежденията в пилотската кабина са объркващи, което налага нова директива за обучение на екипажа. Федералната авиационна администрация поисква от „Боинг“ промени в предупрежденията и да модифицира системата, така че пилотите да могат да избират кои „тръби на Пито“ да отчитат въздушната скорост при използване на автопилот.